# Teofil Ruczyński
Teofil Ruczyński (ur. 1 lipca 1896 w Zwiniarzu, zm. 8 czerwca 1979 w Lubawie) – polski poeta, prozaik i działacz polonijny.

## Życiorys
Ukończył seminarium nauczycielskie w Lubawie. Debiutował jako poeta w 1918 roku na łamach prasy polonijnej w Niemczech. Był z zawodu nauczycielem, a w okresie okupacji pracownikiem fizycznym. W latach 1928–1932 sprawował funkcję Wójta Gminy Tuczki. Od 1945 roku mieszkał w Olsztynie.

## Twórczość wybrana
- Wybór wierszy (1972)
- Opowiadania z pogranicza (1973)
- Z tamtych lat (wspomnienia, 1977)
- Biała Pani na Zamku Lubawskim (baśń ludowa, Wydawnictwo Pojezierze, 1978)

## Odznaczenia
- Odznaka honorowa „Zasłużony dla Warmii i Mazur” (1965)[1]